# 경기과학기술대학교
경기과학기술대학교(京畿科學技術大學校, Gyeonggi University of Science and Technology)는 경기도 시흥시 정왕동에 소재한 산업통상자원부 산하의 2/3/4년제 과학기술계열 특성화 전문대학이다.
약칭으로 국문은 경기과기대, 영문으로는 GTEC이다.
인근의 스마트허브 단지가 위치해 있는 지역 특성과 산업적 인프라를 활용한 공학형 캠퍼스를 구축한 것이 특징이다. 1966년 한국정부와 UNESCO와의
협력으로 국내최고의 특수분야 엘리트 전문기술 인력양성을 위해 개교한이래 한국산업발전의 역사와 맥을 같이하며 발전하고 있다. 산업통상자원부가 출연하여 설립한 사립형태의 산학협력 과학기술계열 특성화대학으로 같은 법인 소속인 한국공학대학교와 함께 법인화된 학교로 운영되고 있다.
전국 상위 15% 전문대학인 WCC에 선정되었고, 대학구조개혁평가 결과 A등급을 받았다.
2021년에는 교육부 주관 일반재정지원대학에 선정되었다.
우수한 프로그램과 산업현장 중심의 인재양성 노력의 결과 취업률 71.5%, 1차 취업유지율 92.8%라는 괄목할 성과로 수도권을 포함 전국 최상위 취업률을 자랑하는 취업명문대학으로서 해외취업지원을 위해 K-MOVE스쿨도 운영하고 있다.
현재 경기과학기술대학교는 정규과정, 전공심화과정, 산업체위탁, 조기취업형계약학과, P-TECH 과정을 운영 중이다.

## 연혁
- 1966년 4월: 한국정밀기기센터내 특수분야 엘리트 전문기술교육과정 4개학과 개설
- 1989년 10월: 상공부 산하 한국생산기술연구원 부설 산업기술교육센터로 개편
- 1999년 3월: 경기공업대학으로 개편
- 2005년 6월: 대학 부설 평생교육원 설치
- 2006년 3월: 광탄캠퍼스 교육관 준공식
- 2009년 6월: 산학협력 중심대학 육성사업 선정
- 2012년 2월: 경기과학기술대학교로 교명 변경
- 2013년 8월: 평생학습 중심대학 육성사업 우수대학 선정
- 2015년 : 교육부 대학구조개혁평가 결과 D+등급[1]
- 2015년 9월: 해군부사관 학군단(RNTC) 창설
- 2016년 4월: 교육부 글로벌 현장학습 특화분야 우수대학 선정
- 2016년 6월: 특성화 전문대학 육성사업(SCK) 중간평가 결과 '매우 우수' 등급 선정
- 2017년 : 교육부 대학구조개혁평가 2차 이행점검 결과 재정지원제한 완전 해제[2]
- 2017년 12월: 2017년 산학연협력 기술개발 지원사업 7년 연속 최다 선정
- 2018년 9월: 국내 최초 'AI 인재육성' IBM P-TECH 교육과정 운영
- 2018년 :교육부 평가 대학기본역량진단 '자율개선대학' 선정
- 2019년 5월: 교육부 사회맞춤형 산학협력 선도전문대학 (LINC+) 육성사업 선정
- 2021년 8월: 대학기본역량진단 '일반재정지원대학 선정' 2회 연속 최상위등급

## 교육편제
『전문학사 과정과 4년제 학사학위 전공심화과정으로 이루어져있다. 전문학사과정을 마친 뒤, 학사학위과정에 진학하여 졸업하면 경기과학기술대학교 총장명의의 학사학위가 수여된다.』
다음은 2025년 기준 경기과학기술대학교의 전문학사/학사과정 일람이다.
| 전문학사과정 | 전문학사과정 | 학사과정 [전공심화] | 학사과정 [전공심화]                                                                       |
| 3년제 | 2년제 | 1년제[3+1] | 2년제[2+2]                                                                                |
| --- | --- | --- | ----------------------------------------------------------------------------------------- |
| - 메카트로닉스공학과 - 모빌리티공학과 - 전기공학과 - 기계공학과 - 패션디자인과 - 시각정보디자인학과 - 게임콘텐츠학과 - 영상디자인과 - 보건의료행정학과 - 건축인테리어학과 - 웹툰일러스트학과 - 컴퓨터모바일융합과 | - 전자공학과 - 디자인공학과 - 군사학과 - 경영학과 - 사회복지학과 - 소방방재학과 - 생명화학공학과 - 미래자동차공학과 - 인공지능학과 | - 기계자동화공학과 - 정밀기계공학과 - 메카트로닉스공학과 - 전기제어공학과 - 컴퓨터모바일융합공학과 - 건축인테리어학과 - 시각정보디자인학과 - 미디어디자인학과 | - 기계공학과 - 스마트경영학과 - 사회복지학과 - 화공환경공학과 - 전자공학과 - 자동차공학과 |
| - 메카트로닉스공학과 - 모빌리티공학과 - 전기공학과 - 기계공학과 - 패션디자인과 - 시각정보디자인학과 - 게임콘텐츠학과 - 영상디자인과 - 보건의료행정학과 - 건축인테리어학과 - 웹툰일러스트학과 - 컴퓨터모바일융합과 | ＊조기취업형계약학과 | - 기계자동화공학과 - 정밀기계공학과 - 메카트로닉스공학과 - 전기제어공학과 - 컴퓨터모바일융합공학과 - 건축인테리어학과 - 시각정보디자인학과 - 미디어디자인학과 | - 기계공학과 - 스마트경영학과 - 사회복지학과 - 화공환경공학과 - 전자공학과 - 자동차공학과 |
| ＊자유전공학과 | | |                                                                                           |

## 캠퍼스 풍경
경기과학기술대학교는 대한민국 상공부가 재원 등을 출연하여 설립한 경기도 소재 사립 대학으로, 시흥시에 캠퍼스를 두며, 정왕동에 자리하고 있다. 확보되어 있는 교지는 80,340m²로, 일반적인 전문대학 크기이다. 캠퍼스 인근은 주택가와 인접해 있어 사회 기반 시설이 갖추어져 있는 편이다.

### 캠퍼스 내 건축물

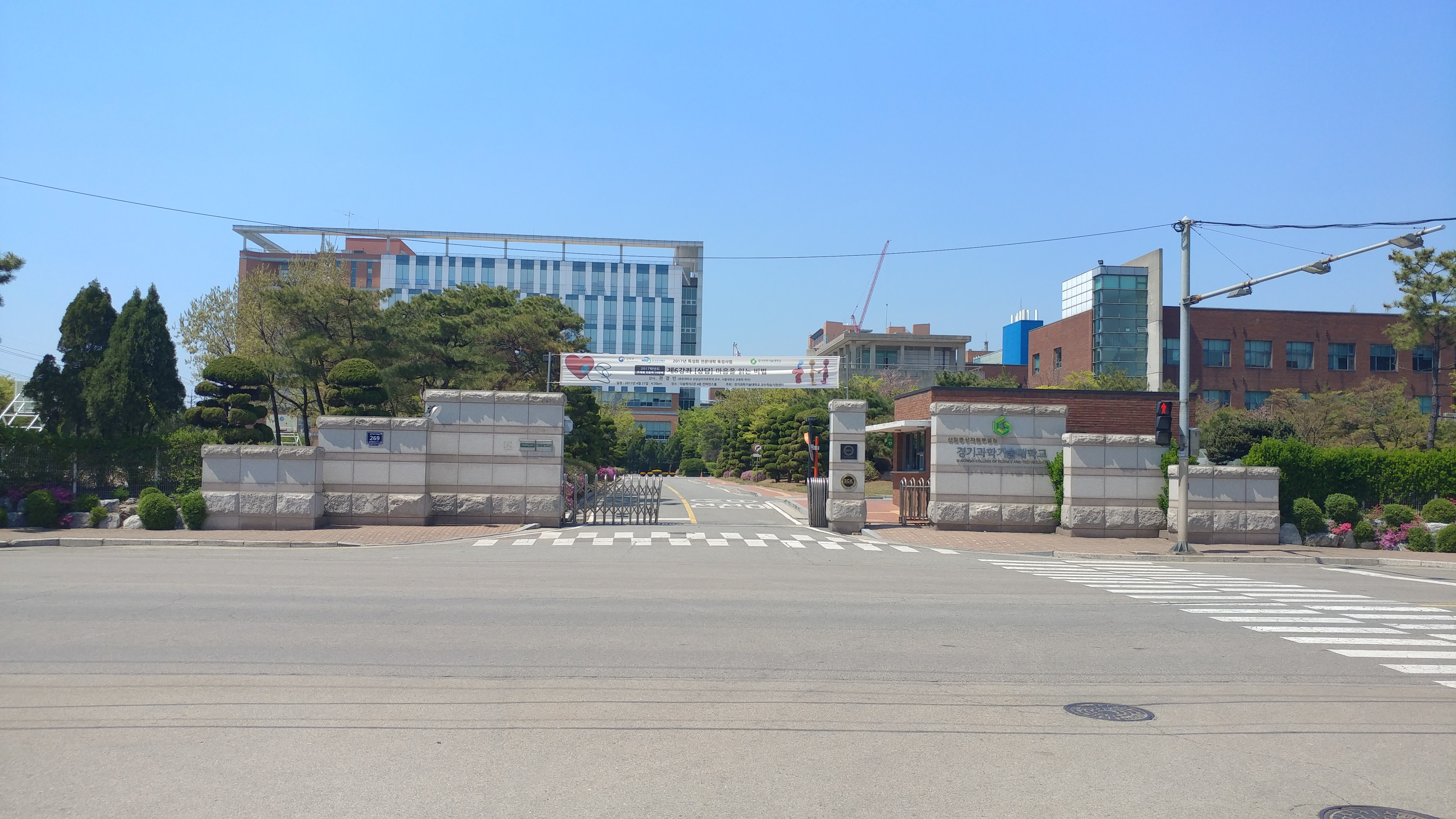
제1캠퍼스 입구

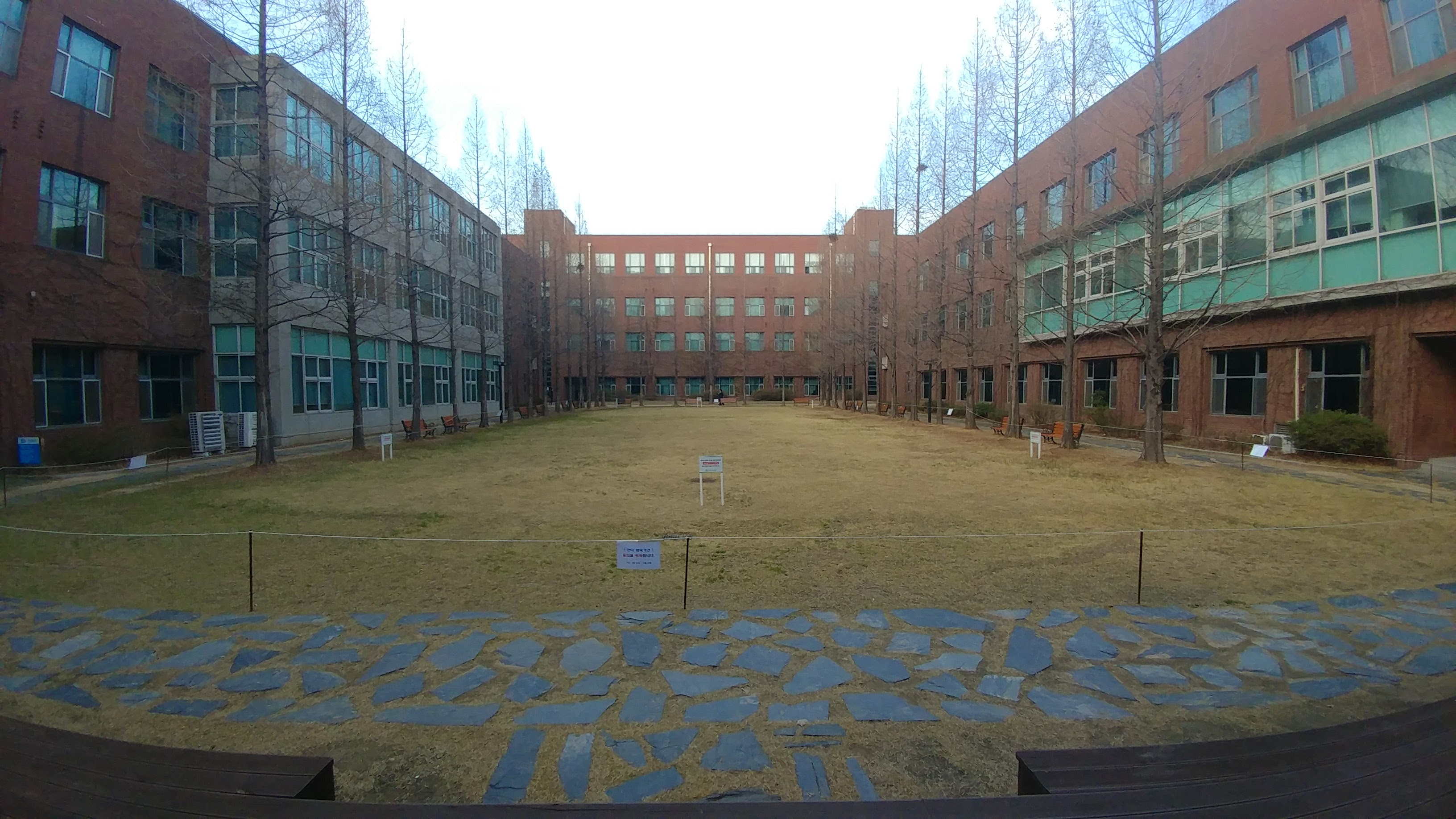
왼쪽에서부터 창조A관, C관, B관.

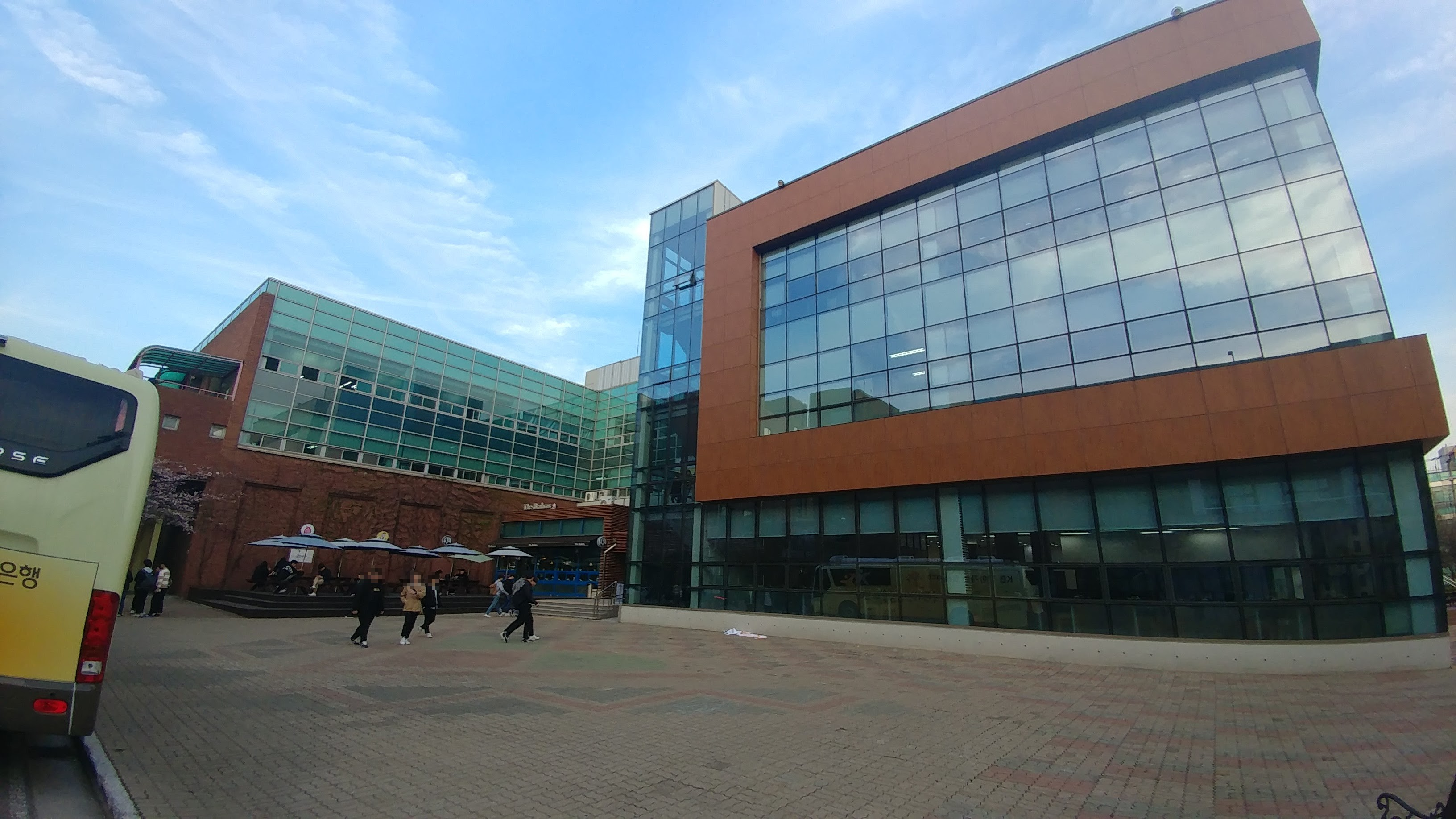
학생회관

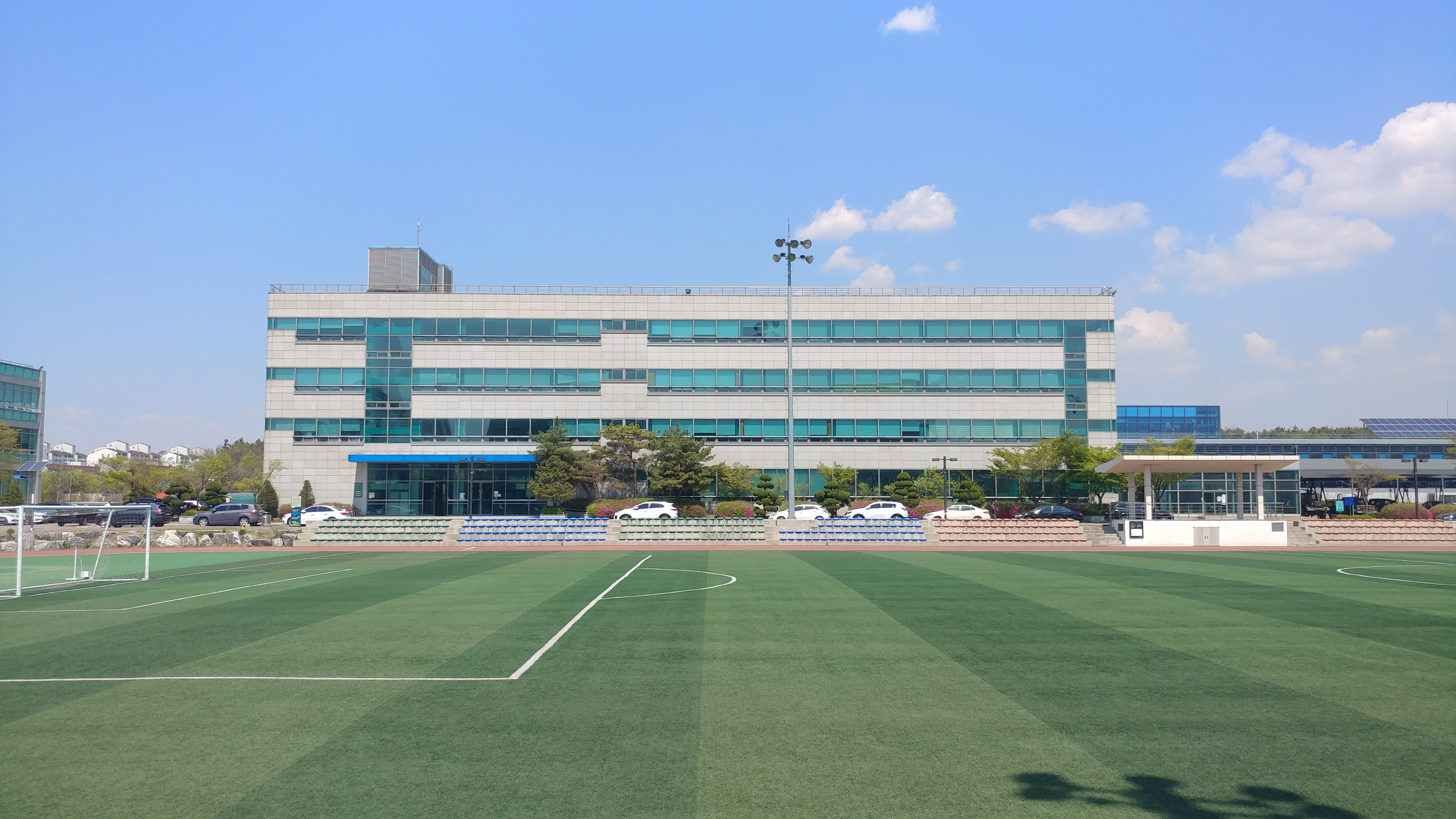
창조V관

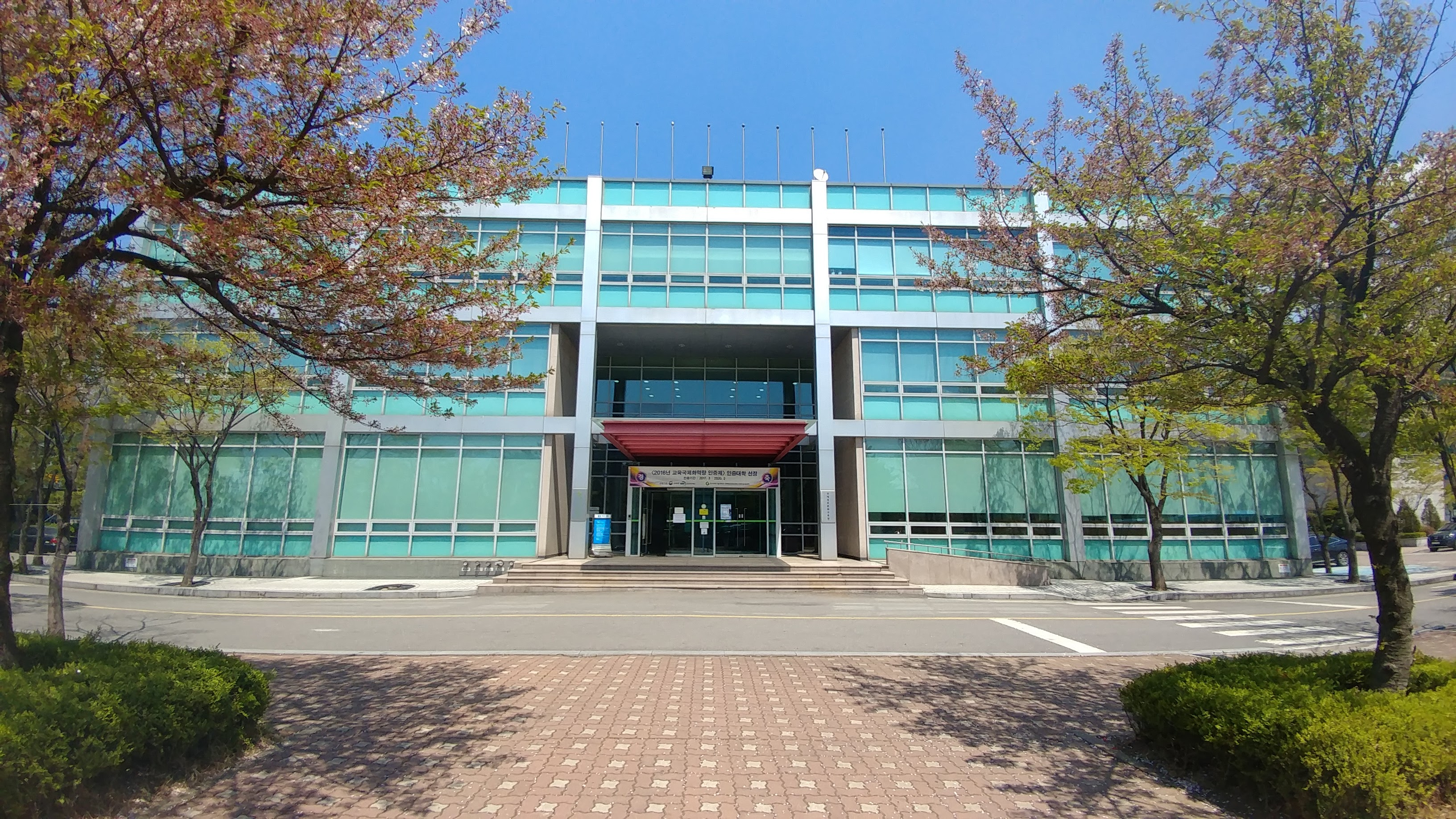
정보문화관

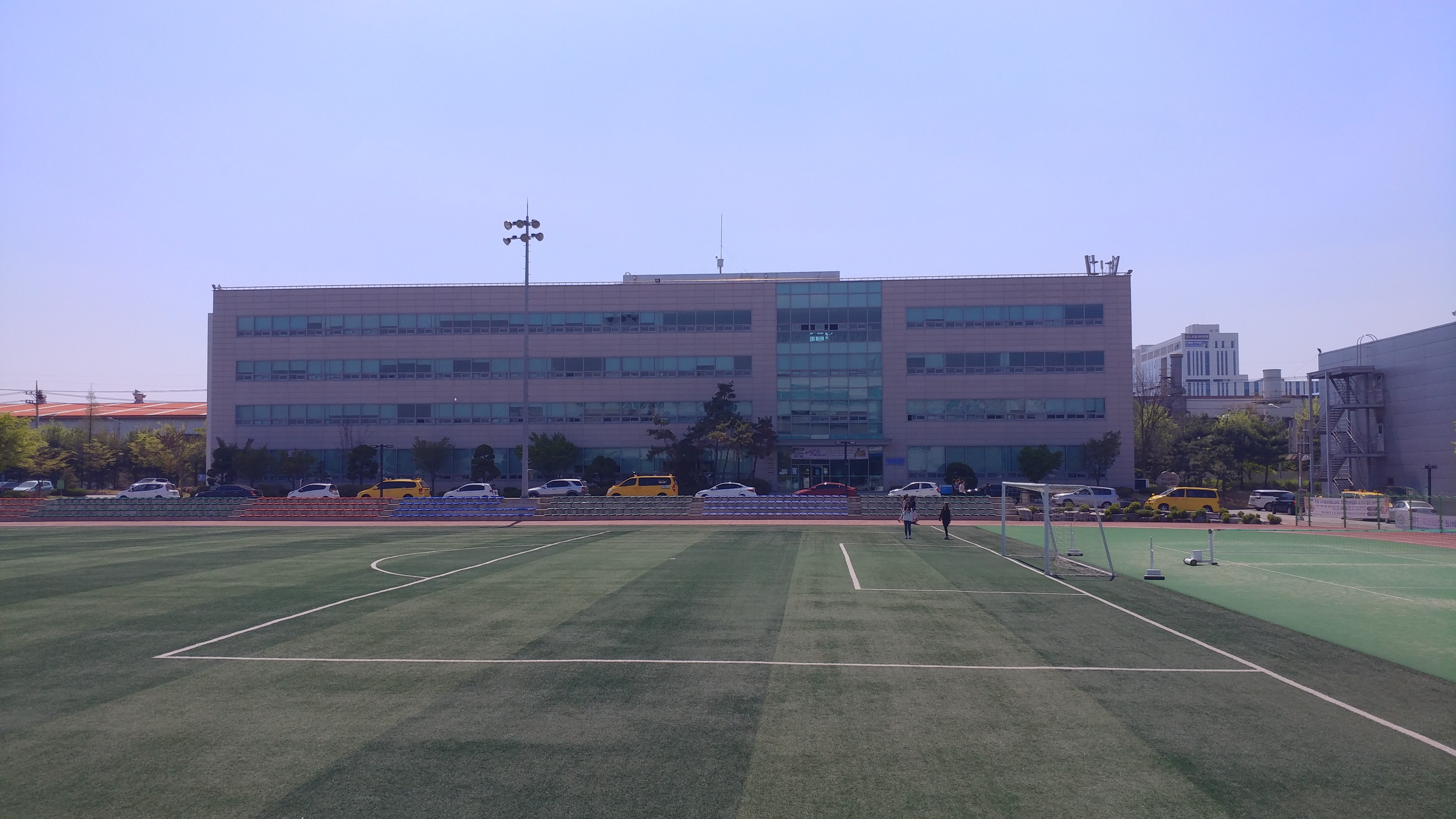
제1중소기업관

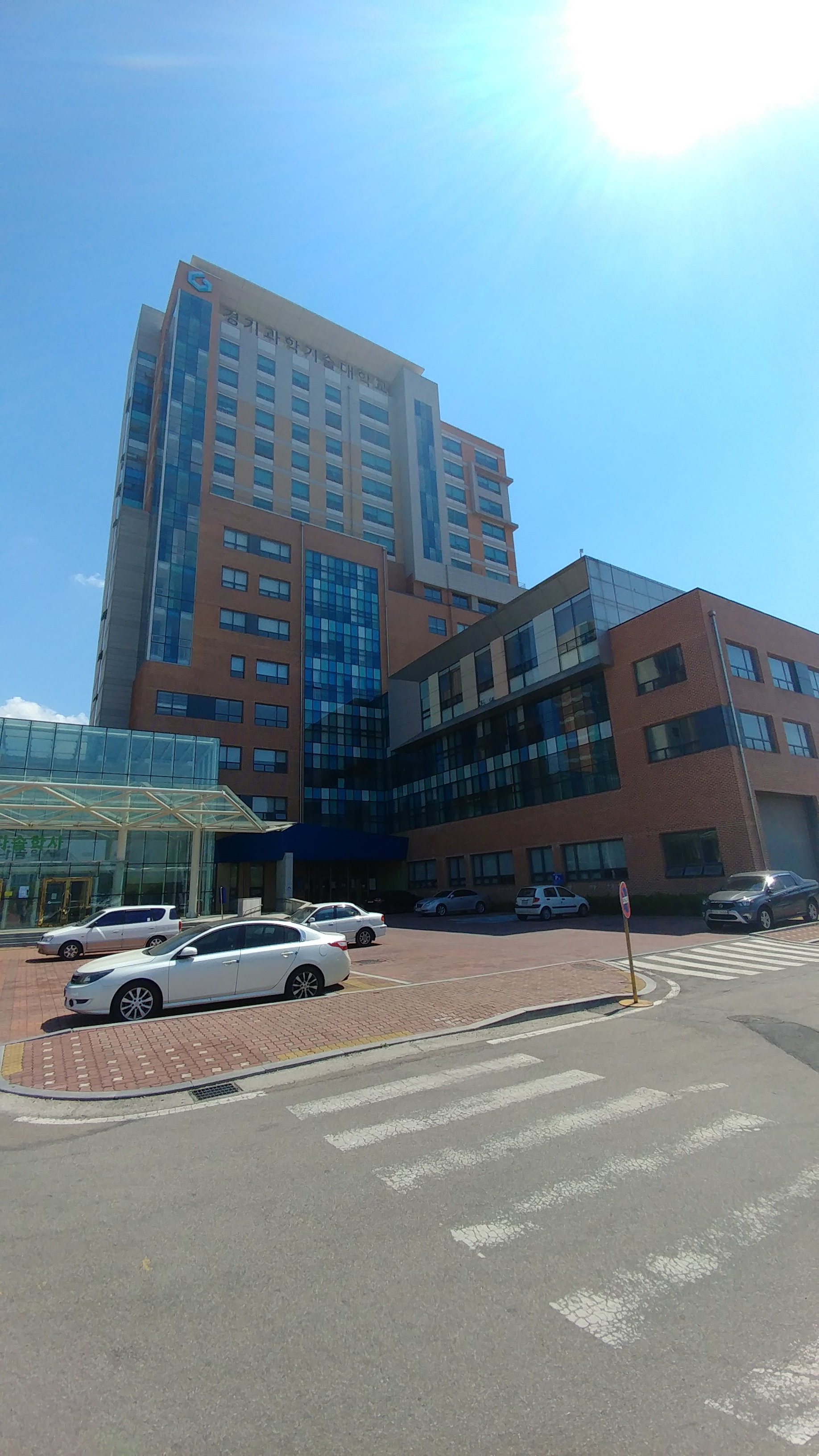
기숙사 다솜2관 및 제2중소기업관

- 대학본부: 1층에 경영관리처장실, 총무팀, 입학지원팀, 대회의실 등이 위치하며, 2층에 전략기획처장실, 산학협력처장실, 특성화운영사업단, 기획홍보팀, 전산정보팀, 산학협력팀, 교수학습지원센터, 3층에 총장실과, 교무처장실, 회의실이 위치한다.
- 창조 A관: 1층에 금형디자인과 교수연구실과 기술사관육성사업센터, 대강의실, 강의실, 실습실 등이 자리하며, 2층에 경영과 사무실, 산업경영과 사무실 등이, 3층에 기계설계과 교수연구실, 강의실, 실습실, 동아리실이 자리잡고 있다.
- 창조 B관: 3층 건물로, 고정밀계측 기술센터 학교기업, 정밀기계과 교수연구실, 강의실, 실습실, 기계자동화과 교수연구실, 강의실, 실습실, 기계자동화과 사무실, 정밀기계과 사무실, 금형디자인과 사무실, 기계설계과 사무실, 에너지기계설비과 사무실과 메카트로닉스과 교수연구실, 강의실, 실습실, 대학노동조합이 위치하고 있다.
- 창조 C관: 4층 건물로, 에너지기계설비과 교수연구실, 강의실, 실습실, 전자통신과 교수 연구실, 산업경영과 교수연구실, 강의실, 실습실, 컴퓨터모바일융합과 교수 연구실, 경영과 교수연구실, 강의실, 실습실, 메카트로닉스과 사무실, 컴퓨터모바일융합과 사무실, 전자통신과 사무실, 경영과 사무실, 산업경영과 사무실 등이 있다.
- 학생회관: 총 3층 건물로, 한울채(학생식당), 한마루, 브람스(카페), 취업지원팀, 취업진로개발센터, 총동문회실, 봉구스밥버거, 맘스터치, 동아리실, 매점, 서점, 학생복지취업처장실, 교무팀, NCS 교육지원센터, 학생복지팀, 기초교양과, 학생상담센터, 학생군사교육단, 예비군대대본부, 총학생회실, 보건실, 동아리실, 탁구장 등 학생 복지를 위한 시설이 갖추어져 있다.
- 창조 E관총 3층 건물로, Gong-Zone II, 건축인테리어과 교수연구실과 강의실, 실습실, 건축인테리어과 사무실, 사회복지과 사무실, 아동영어보육과 사무실, 사회복지과 교수연구실, 아동영어보육과 교수연구실, 여학생 휴게실 등이 위치한다.
- 창조 V관: 총 4층 건물로, 자동차종합실습실, 자동차과 교수연구실과 신재생에너지과 교수연구실, 강의실, 실습실, 청정환경과 교수연구실, 강의실, 실습실, 평생산업기술교육센터, 에너지기계설비과 강의실, 전기제어과 교수연구실, 강의실, 실습실, 전기제어과 사무실, 청정환경과 사무실, 자동차과 사무실, 시흥시보육정보센터 등이 위치한다.
- 정보문화관: 3층 건물로, 도서관과 NCS 교육컨텐츠개발실 등이 위치하고 있다.
- 제1중소기업관: 4층 건물로, 창업보육실, 중소기업혁신센터, 산학융합연구실 등이 자리하고 있다.
- 다솜학사 1관: 학생생활관 건물로, 사감실과 카페테리아, 편의점 등이 위치하며, 각 기숙사 방이 존재한다.
- 체육관: 체육관 건물이며, 1층에 동아리실 등이 존재한다.
- 제2 중소기업관 / 다솜학사 2관: 총 14층 건물로, 경기과학기술대학교 캠퍼스 내 모든 건물 중 가장 높은 크기를 자랑한다. 학생식당과 창업보육실 등이 존재하며, 학생생활관, 사생실 등이 존재하여, 창업보육센터와 기숙사가 결합된 건물 형태를 보이고 있다.

## 국제 교육 및 교류
경기과학기술대학교는 우수한 학생을 지원하여 해외편입, 해외인턴십, 해외취업의 글로벌 인력 자원 확보와 지속적인 관리를 제공하고 있다. 이를 위해 해외 교류 대학, 자매결연 대학에 학생을 파견하며 수학의 기회를 제공하고 있다. 다음은 2019년 기준, 경기과학기술대학교의 주요 해외 교류 대학 일람이다.
- 일리노이 공과대학교
- 캘리포니아 대학교
- 뮌스터 응용학문대학
- 베를린 보이트 기술대학교
- 소피아 대학교
- 일본문리대학
- 캐나다 더럼대학교
- 번빌 대학교

## 같이 보기
- 대한민국 상공부
- 한국공학대학교